# 地理位置
地理位置是指地球表面某一事物与其它事物间的空间关系。地理位置是地理事物的特殊属性，是地理事物的标志之一。
任何地理事物的地理位置都是在一定的参照系中识别的，当参照系改变时，其含义会受到改变，因此地理学上有数理地理位置、经济地理位置、自然地理位置、政治地理位置等概念。

## 絕對位置與相對位置
表達一物的地理位置有多種方式，地理學上大約可以絕對位置與相對位置這兩類作為標示分類。
絕對位置表達標記事物在空間中單一、不會因觀察者所在位置改變而更改的標示法。以座標發展而來的標記法常常是表達一事物絕對位置的重點概念，比方如經緯度（地理座標系統）的位置表達法。「紐約位於北緯40度43分，西經74度00分」，即是紐約絕對位置的表達。
相對位置則是透過標示目標物與其他事物之間的關係，以表達事物位置的標示法。例如「紐約位於大西洋西面與北美洲交界處」這一句話中，為了說明紐約的地理位置，透過其與大西洋、北美洲之間的關係表達。